# 30327 Prembabu
30327 Prembabu este un asteroid din centura principală de asteroizi.

## Descriere
30327 Prembabu este un asteroid din centura principală de asteroizi. A fost descoperit pe 6 mai 2000 la Socorro, New Mexico, în cadrul proiectului LINEAR. Asteroidul prezintă o orbită caracterizată de o semiaxă mare de 2,74 ua, o excentricitate de 0,12 și o înclinație de 5,1° în raport cu ecliptica.